# Groennektangare
De groennektangare (Tangara fucosa) is een zangvogel uit de familie Thraupidae (tangaren).

## Verspreiding en leefgebied
Deze soort komt voor in de hooglanden van uiterst oostelijk Panama en aangrenzend Colombia.